# NGC 1544
NGC 1544 (również PGC 16608 lub UGC 3160) – galaktyka spiralna (S?), znajdująca się w gwiazdozbiorze Cefeusza. Odkrył ją Ernst Wilhelm Leberecht Tempel w 1876 roku.
W galaktyce tej zaobserwowano supernową SN 2005ax.